# Орден Полярної зірки
Орден Полярної зірки (швед. Nordstjärneorden) — орден Швеції, нагорода за цивільні заслуги. Спочатку орден мав три класи. Нині — має п'ять ступенів. Ним відзначають за заслуги в галузі науки, літератури та культури, за відданість обов'язкам тощо. Число кавалерів не обмежувалося. Орден історично мав герольда.
Орден був заснований Фредеріком I в 1748 році (відповідно ініціативи Карла Густава Тессіна і сприяння секретного комітету Швеції). Таємна рада (Ріксрод) з королем у статуті ордену зазначили: 
|  | Ми призначаємо його тим, хто цивільними чеснотами, знаннями та корисними суспільству ділами проявив себе і став гідним особливої уваги уряду. Розсудили ми назвати так тому, що кавалери, прикрашені цим орденом пам'ятають, що ця зірка ніколи не заходить і обов'язок їх полягає в тому, щоби не применшувати слави шведів і не знищити блиску вже набутого довгим наслідком століть… |

Згодом король Густав III встановив мати шість кавалерів ордену Полярної зірки з осіб духовного стану (по три кавалери відповідно Великого хреста і Малого хреста), щоби цією нагородою прикрашалися груди пастиря, що прагнув вселити віруючим людям християнські чесноти. Спочатку нагорода мала два градуси (командир й лицар), та чорний колір знаку.
У 1952 р. реформа в ордені започаткувала практику відзначати жінок, але їх не називають як лицарів, а як членів ордену.
З 1975 р. цим орденом нагороджуються виключно іноземні громадяни за важливий внесок у розвиток зв'язків зі Швецією.
З 1995 р. нагорода цим орденом розповсюджується і на членів королівської родини.

## Опис
Орденський знак має форму Мальтійського хреста з інкрустованою емаллю білого кольору. Між променями хреста вміщено корони, а хрест увінчує королівська корона. У центрі хреста розташоване коло з блакитної емалі, на яку накладено білу п'ятипроменеву зірку, а навколо є напис «Nescit occasum» («Не знає заходу»). Стрічка — чорного кольору з атласної тканини.
- У 1975 р. дизайну ордена трохи поміняли. Зокрема був змінений колір стрічки на національні — синій з двома жовтими смужками на краях.
- У 1986 р. була заснована королем Швеції Карлом XVI Густафом медаль Ордену Полярної зірки. Нагорода призначена для іноземних громадян за особливі послуги перед Швецією. Медаль має знак даного ордену (аверс), і монограму короля (реверс). Вона виготовляється причепленою до блакитної стрічки з жовтими краями.

Колодки символу ордену носяться на лівій стороні груді. Знак ордену на стрічці вдягається нагородженим через праве плече. Є додаткові відмінності — існують розетки для нагороджених жінок. Останній випадок, коли вдягали однострій ордену був у 1844 р. за короля Оскара I. Одяг був з червоного шовку з білими деталями, на плечі вдягали червоний плащ з білими краями (з шовку та оксамиту), і білий пояс. Дизайн орденського однострою був заснований королем Густавом III у 1778 р.
1. — Командор Великого хреста (KmstkNO). Знак ордену на стрічці із зіркою. А на урочистостях носиться на орденському ланцюгу.
2. — Командор першого класу (KNO1kl). Цей знак ордену носиться на шийній стрічці з зіркою ордену.
3. — Командор (KNO). Цей знак ордену є на шийній стрічці.
4. — Лицар першого класу (RNO1kl/LNO1kl). Знак ордену носиться на нагрудній колодці з розеткою.
5. — Лицар (RNO/LNO). Цей знак ордену носиться на нагрудній колодці.

## Галерея

прототип цієї нагороди - Мальтійський хрест
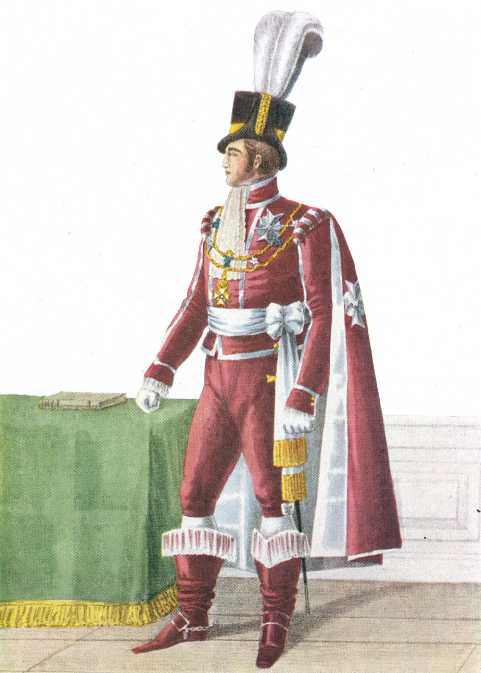
Однострій кавалера ордену Полярної зірки до 1844 р.
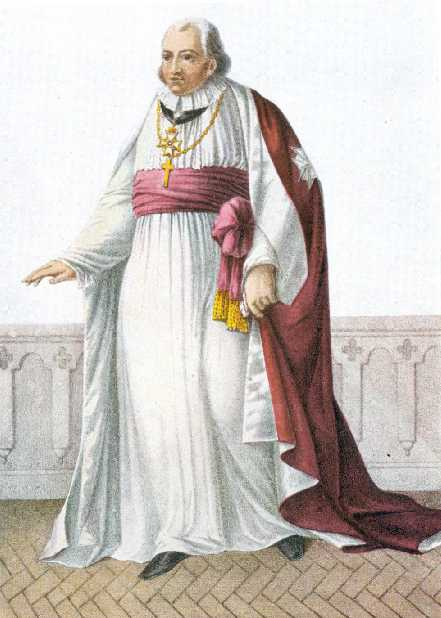
Одяг священника, кавалера ордену Полярної зірки
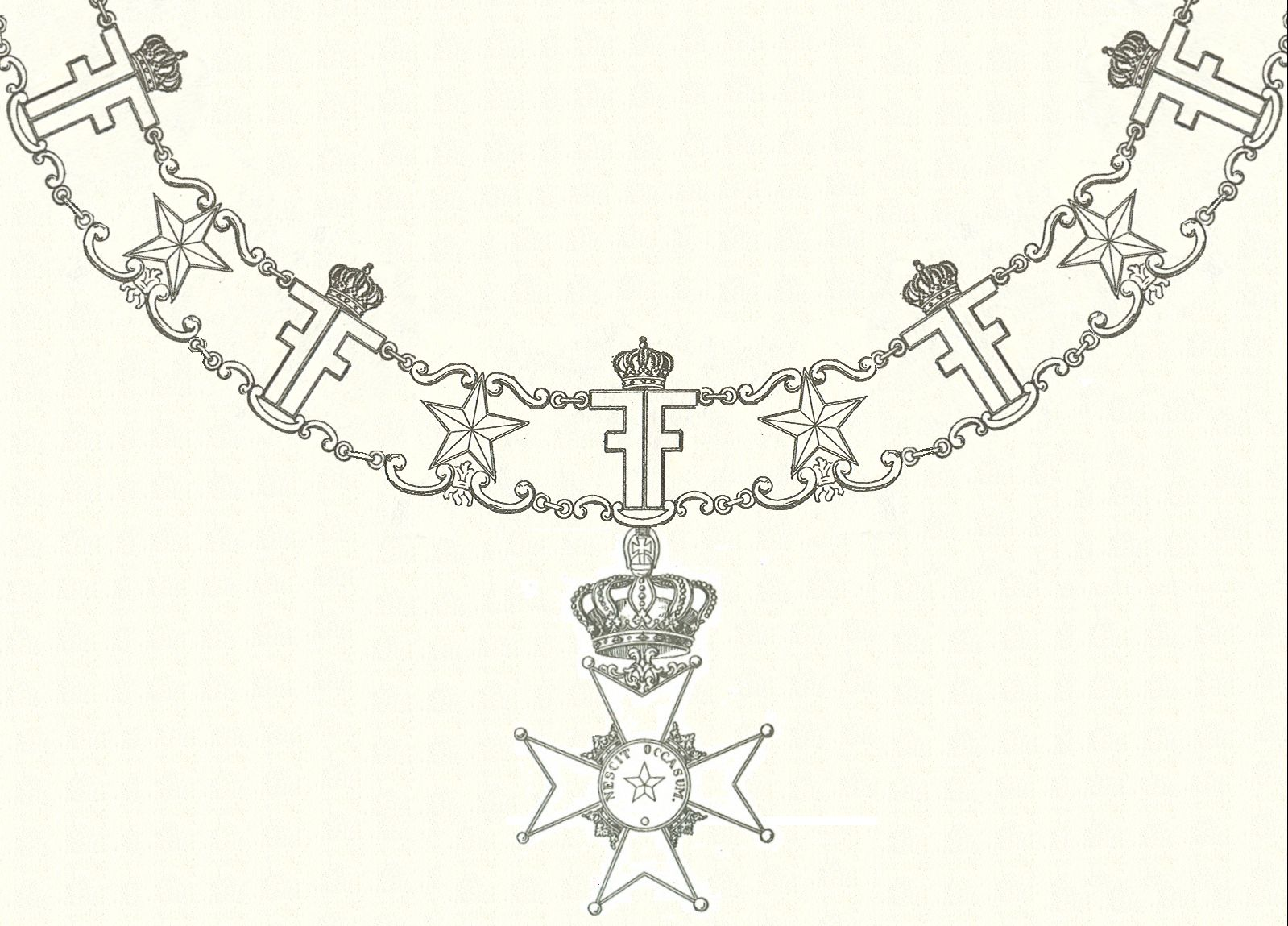
Знак ордену на орденському ланцюгу
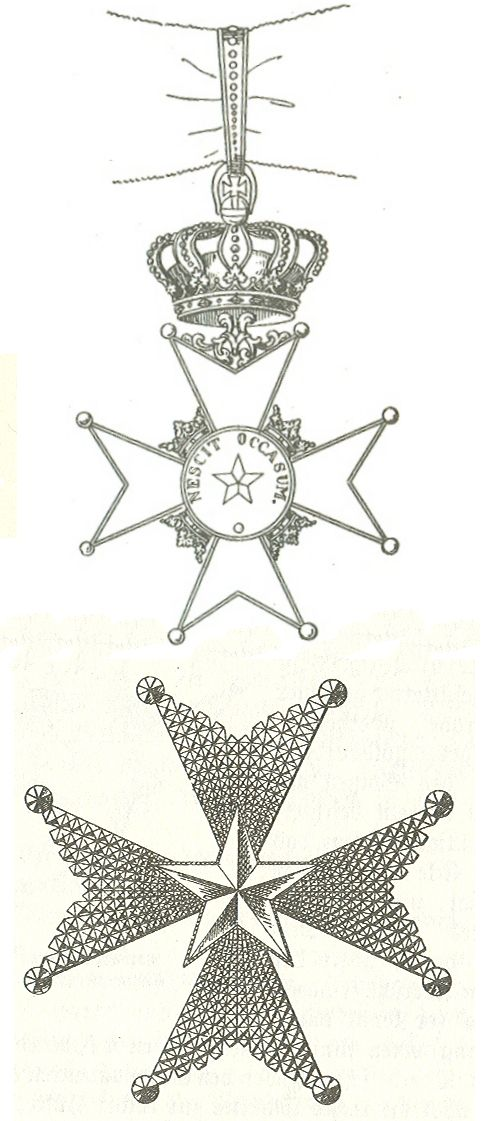
Зірка й знак командора 1 класу ордену
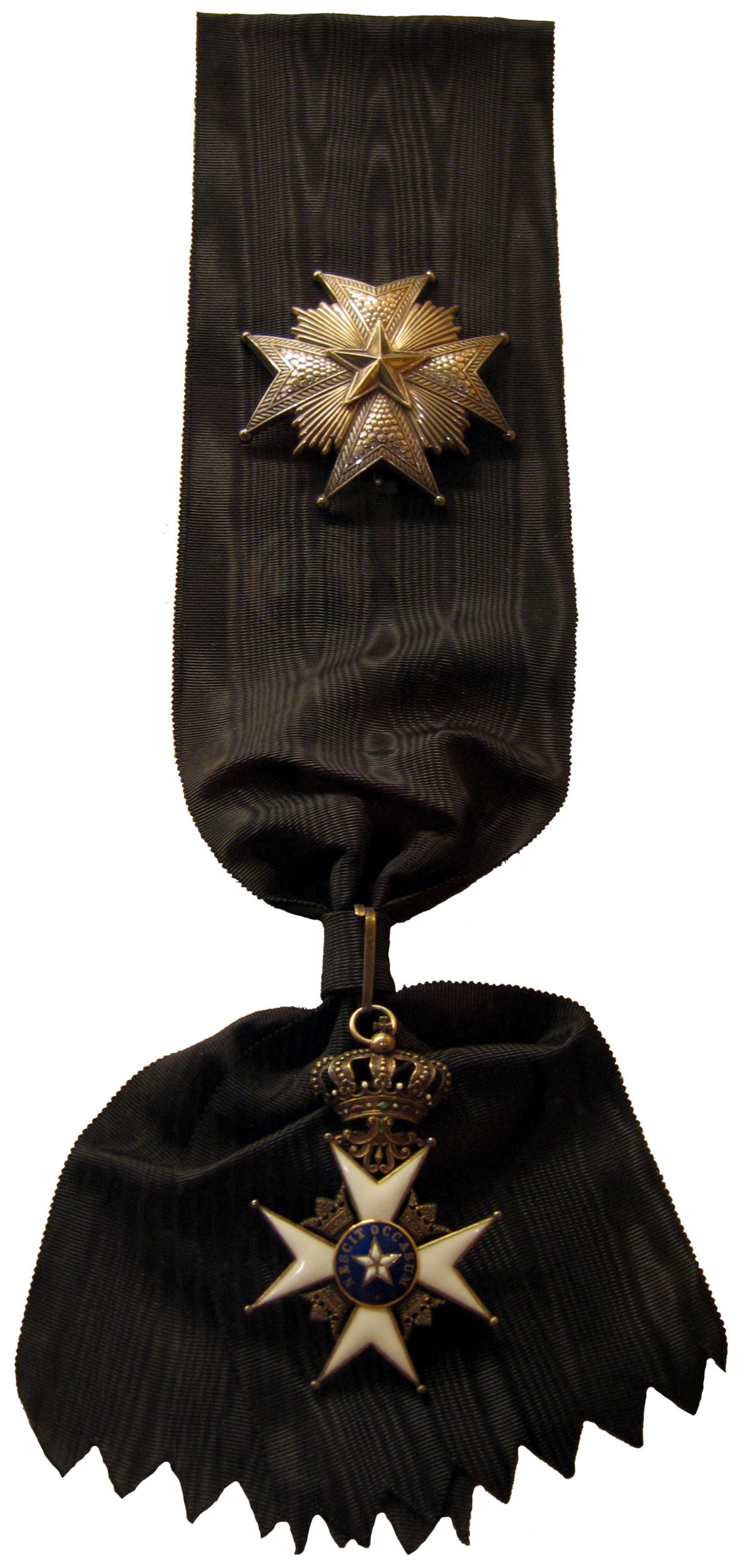
Форма нагороди до 1975 року
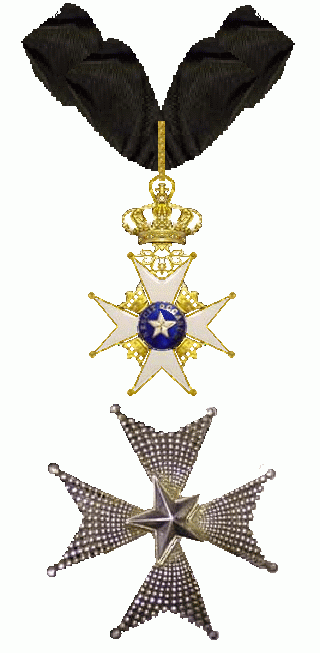
Орден Полярної зірки
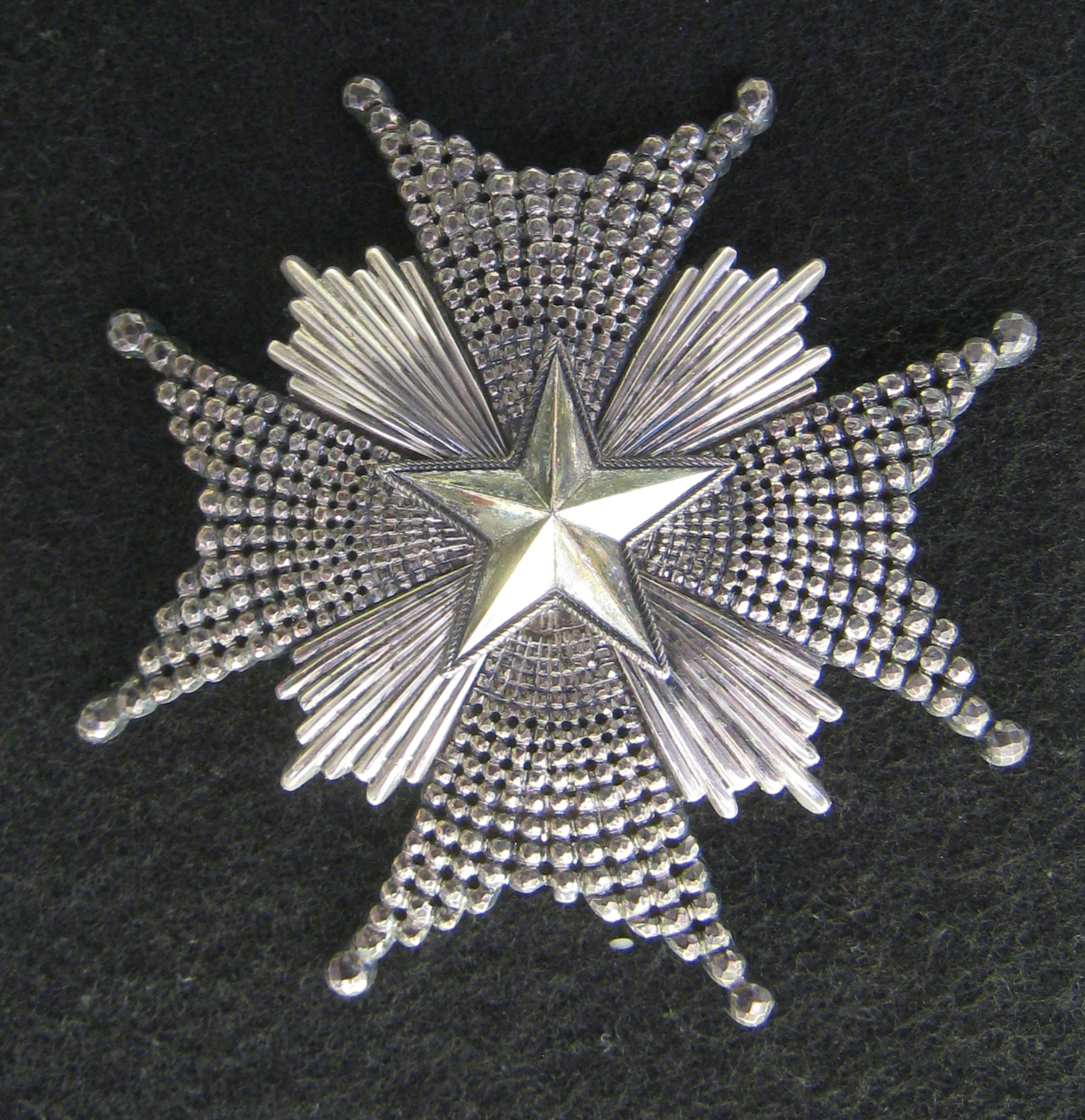
Нагорода ордену (музей, Осло)
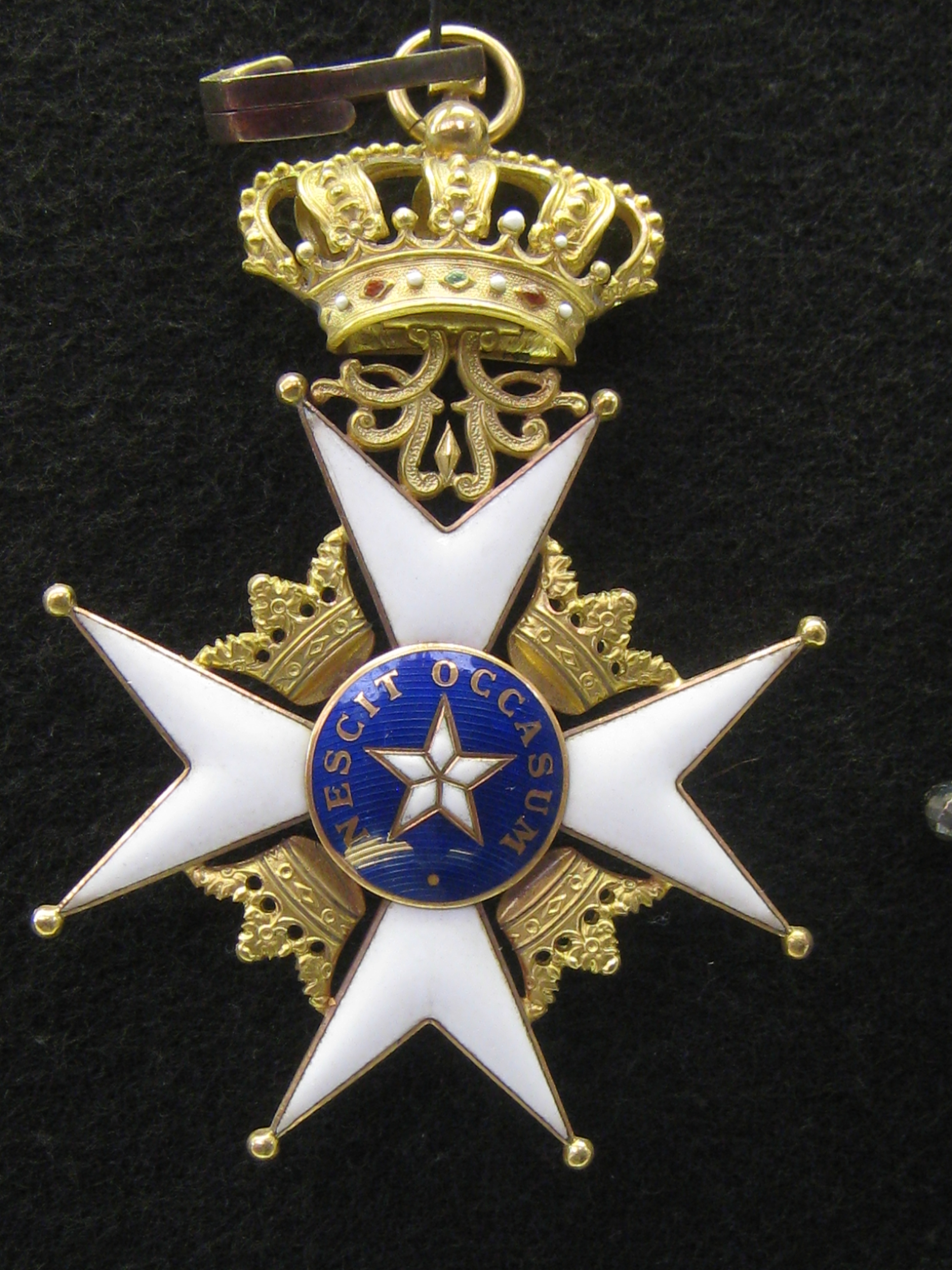
Орден Полярної зірки (Великий хрест)
Ланцюг ордену Полярної зірки (Швеція)
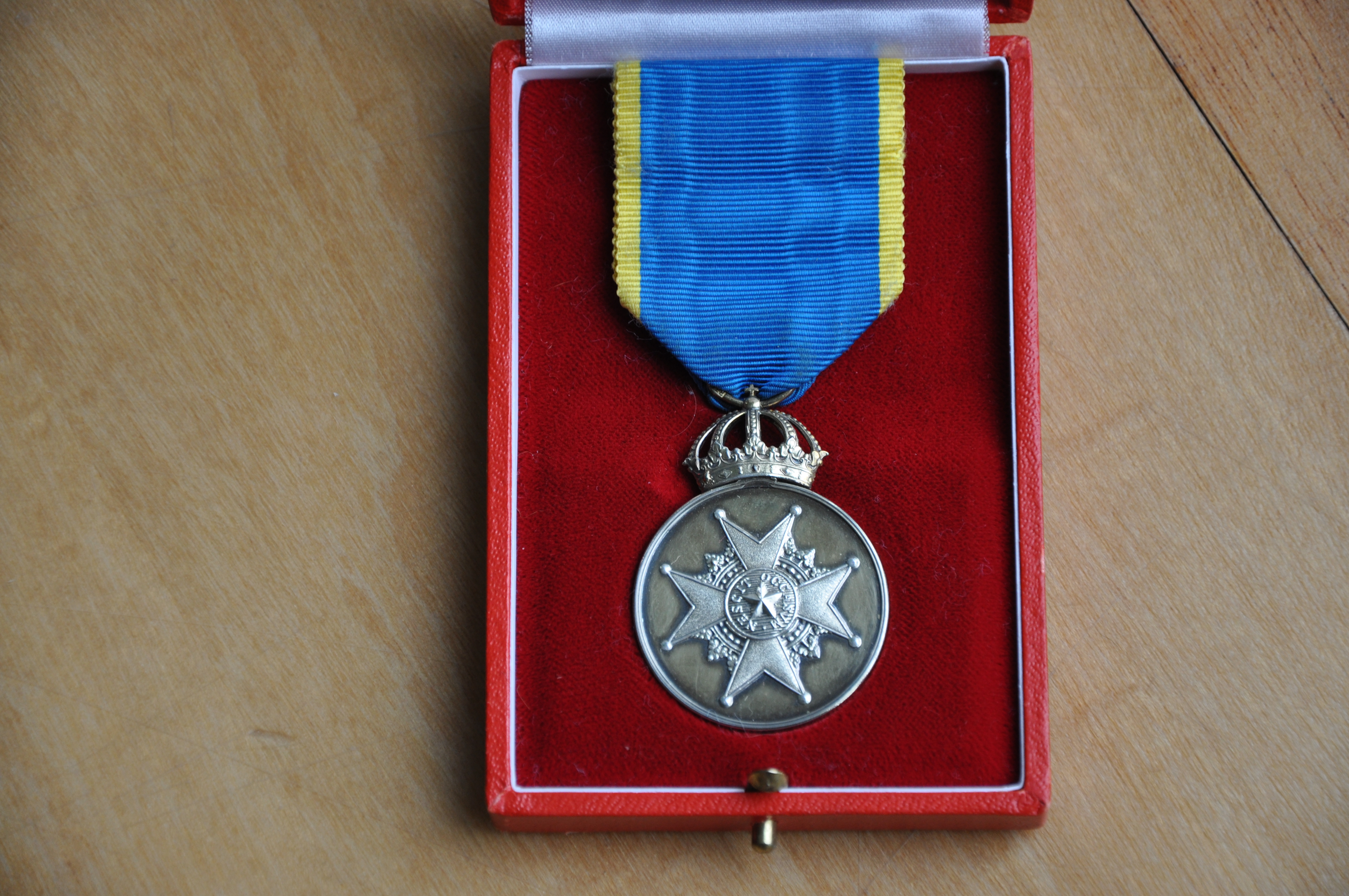
Медаль нагороди (аверс)
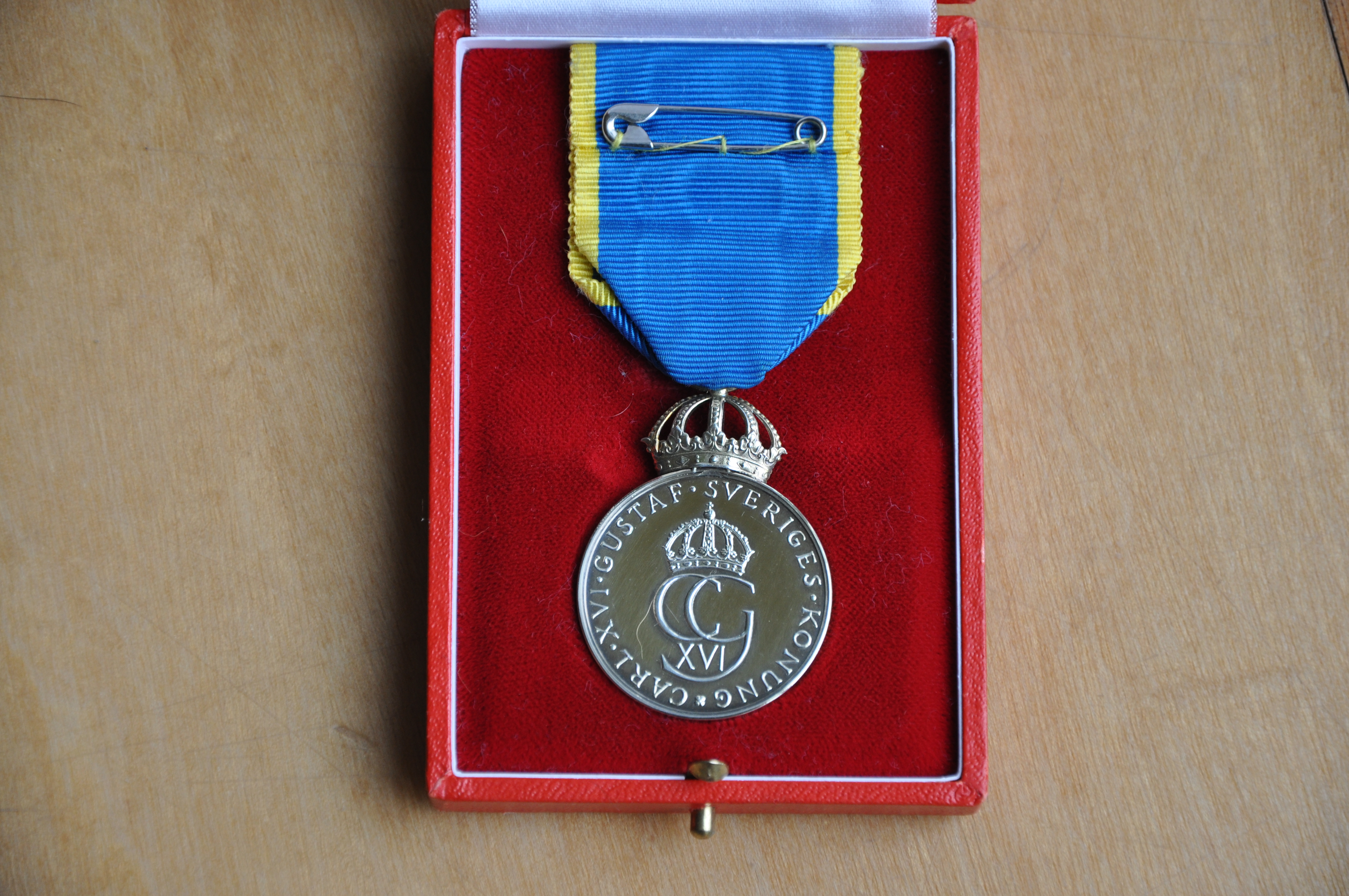
Медаль нагороди (реверс)
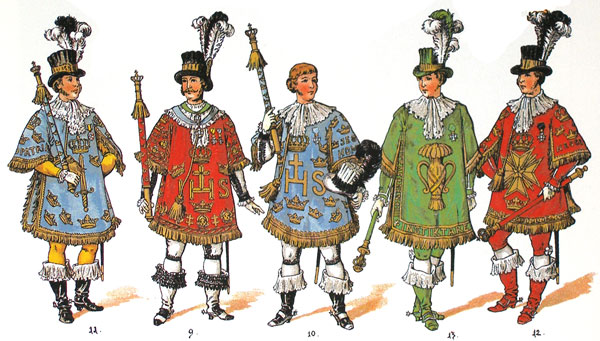
Однострій герольдів орденів Швеції

## Видатні особи серед нагороджених
- Карл Лінней
- Ганс Крістіан Андерсен
- Грета Гарбо[6]
- Реріх Микола Костянтинович
- Паулс Раймонд Вольдемарович
- Карл XVI Густав
- Ющенко Катерина Михайлівна